# Sławomir Panek
Sławomir Panek (ur. 8 czerwca 1944 w Proszowicach) – polski działacz związkowy i polityk, poseł na Sejm RP I kadencji.

## Życiorys
Ukończył w 1972 studia na Wydziale Górnictwa i Geologii Politechniki Śląskiej w Gliwicach. Pracował w górnictwie, był działaczem „Solidarności”. W latach 90. pełnił funkcję wiceprzewodniczącego zarządu Regionu Śląsko-Dąbrowskiego.
W wyborach w 1991 uzyskał mandat posła na Sejm I kadencji. Został wybrany w okręgu sosnowieckim z listy związkowej. Zasiadał w Komisji Systemu Gospodarczego i Przemysłu oraz Komisji Ochrony Środowiska, Zasobów Naturalnych i Leśnictwa. W 1993 nie uzyskał reelekcji. Był dyrektorem Regionalnego Przedsiębiorstwa Związkowego, kierował też lokalnym radiem. Później związany z katowickimi spółkami prawa handlowego.